# Donella Meadows
Donella Hager "Dana" Meadows (Elgin (Illinois), 13 mei 1941 - New Hampshire 20 februari 2001) was een Amerikaans wetenschapper aan het MIT milieuwetenschapper, pedagoog en schrijver. Ze is bekend als auteur van De grenzen aan de groei uit 1972 van de Club van Rome, en Denken in systemen: Een handleiding. Ze was tot haar dood getrouwd met Dennis Meadows, die ook meeschreef aan De grenzen aan de groei. 

## Jeugd en opvoeding
Meadows werd geboren in Elgin, Illinois, kreeg een wetenschappelijke opleiding met een B.A. in scheikunde van Carleton College in 1963 en een PhD in biofysica van Harvard in 1968. Na een reis van een jaar van Engeland naar Sri Lanka en terug, werd ze research fellow aan het Massachusetts Institute of Technology als lid van een team in de afdeling opgericht door Jay Forrester, de uitvinder van systeemdynamica en het principe van magnetische gegevensopslag voor computers.

## Carrière
Zij gaf 29 jaar les aan het Dartmouth College, vanaf 1972.
Meadows werd zowel geëerd als Pew Scholar in Conservation and Environment (1991) en als MacArthur Fellow (1994). Ze ontving de Walter C. Paine Science Education Award in 1990. Postuum ontving ze de John H. Chafee Excellence in Environmental Affairs Award voor 2001, uitgereikt door de Conservation Law Foundation.
Meadows schreef "The Global Citizen," een wekelijkse column over wereldgebeurtenissen vanuit een systeemperspectief. Veel van deze columns werden gebundeld en gepubliceerd als een boek met dezelfde naam. Haar werk wordt erkend als een vormende invloed op honderden andere academische studies, beleidsinitiatieven van de overheid, en internationale overeenkomsten.[citaat nodig]
Meadows was lange tijd lid van de Vereniging van de Club van Rome van de Verenigde Staten, die ter nagedachtenis aan haar een prijs heeft ingesteld, de US Vereniging van de Club van Rome Donella Meadows Award in Sustainable Global Actions. De prijs wordt toegekend aan een uitmuntend individu die in een globaal kader acties heeft opgezet in de richting van de duurzaamheidsdoelstellingen die Meadows in haar geschriften verwoordde.

## Werk

### De grenzen aan de groei
Hoofdartikel: De grenzen aan de groei
In 1972 maakte Meadows deel uit van het MIT-team dat het globale computermodel "World3" produceerde voor de Club van Rome, dat de basis vormde voor De grenzen aan de groei. Het boek rapporteerde een studie van de lange termijn wereldwijde trends in bevolking, economie, en het milieu. Het boek haalde de krantenkoppen over de hele wereld en startte een debat over de grenzen van de capaciteit van de aarde om de menselijke economische expansie te ondersteunen - een debat dat nog steeds voortduurt. Meadows was de hoofdauteur van het boek, en het had drie coauteurs: haar echtgenoot Dennis Meadows, Jørgen Randers, en William W. Behrens III.

### De Balaton Groep
In 1982 richtten Donella en Dennis Meadows een internationaal "netwerk van netwerken" op voor toonaangevende onderzoekers inzake het gebruik van hulpbronnen, milieubehoud, systeemmodellering en duurzaamheid. Sinds de oprichting zijn de leden elke herfst samengekomen aan het Balatonmeer in Hongarije. Hoewel de formele naam van het netwerk het International Network of Resource Information Centres (INRIC) was, werd het in de volksmond beter bekend als de Balaton-groep, naar de plaats van de bijeenkomsten.

### De Academie voor Systeemverandering
Meadows richtte in 1996 het Sustainability Institute op, dat onderzoek naar globale systemen combineerde met praktische demonstraties van duurzaam leven, waaronder de ontwikkeling van een cohousing (of ecodorp) en biologische boerderij op Cobb Hill in Hartland, Vermont. In 2011 werd het Sustainability Institute, dat oorspronkelijk aan Cobb Hill grensde, omgedoopt tot het Donella Meadows Institute en verhuisde het naar Norwich, Vermont. Andere organisaties die zijn voortgekomen uit het Sustainability Institute zijn Sustainable Food Lab, Climate Interactive, en Sustainability Leaders Network. In 2016 werd de naam van het Donella Meadows Institute voor een tweede keer gewijzigd, en opereert nu als de Academy for Systems Change: https://www.academyforchange.org

### State of the Village rapport
In 1990 publiceerde Meadows het State of the Village rapport onder de titel, "Who lives in the 'Global Village'?" waarin de wereld werd vergeleken met een dorp van 1.000 mensen. Sindsdien is "If the world were a village of 100 people", afgeleid van haar werk maar verder teruggebracht tot de aantallen van een dorp van 100 mensen, door anderen gepubliceerd in het Engels, Spaans en Japans.

### Twaalf aangrijpingspunten
Meadows publiceerde Leverage Points: Places to Intervene in a System, één van haar bekendste essays, in 1999. Het beschrijft de meest en minst effectieve types van interventies in een systeem (van welke aard dan ook).

## Persoonlijk leven
Ze overleed aan hersenvliesontsteking in 2001, op 59-jarige leeftijd.

## Geselecteerde publicaties
- Donella H. Meadows, et al. Limits to Growth: A Report for the Club of Rome's Project on the Predicament of Mankind, New American Library, 1977, paperback, ISBN 0-451-13695-0; Universe Books, paperback, 1972, 0–87663–165–0 (scarce); ISBN Universe Books, hardcover, 1972, ISBN 0-87663-222-3 (scarce); digitale editie van 1972 druk, geproduceerd door the Dartmouth College Library.
- Dennis L. Meadows, Donella H. Meadows, Eds. Toward Global Equilibrium: Collected Papers, Pegasus Communications, 1973, hardcover ISBN 0-262-13143-9
- Donella H. Meadows, John M. Richardson and Gerhart Bruckmann, Groping in the Dark: The First Decade of Global Modelling, John Wiley & Sons, 1982, paperback, ISBN 0-471-10027-7
- Donella H. Meadows and J. M. Robinson, The Electronic Oracle: Computer Models and Social Decisions, John Wiley & Sons, 1985, hardcover, 462 pages, ISBN 0-471-90558-5
- Michael J. Caduto, foreword by Donella H. Meadows, geillustreerd door Joan Thomson, Pond and Brook: A Guide to Nature in Freshwater Environments, University Press of New England, 1990, paperback, 288 pagina's, ISBN 0-87451-509-2
- Donella H. Meadows, Global Citizen, Island Press, 1991, paperback 197 pagina's, ISBN 1-55963-058-2
- Donella H. Meadows et al. Beyond the limits : global collapse or a sustainable future, Earthscan Publications, 1992, ISBN 1-85383-130-1
- Dennis L. Meadows, Donella H. Meadows en Jorgen Randers, Beyond the Limits: Confronting Global Collapse, Envisioning a Sustainable Future, Chelsea Green Publishing, 1993, paperback, 320 pages, ISBN 0-930031-62-8
- Sandi Brockway (Redacteur), Marilyn Ferguson (Voorwoord), Denis Hayes (Introductie), Donella H. Meadows (Voorwoord), Macrocosm U. S. A.: Possibilities for a New Progressive Era..., Macrocosm, 1993, paperback, 464 pages, ISBN 0-9632315-5-3
- Donella H. Meadows, Jorgen Randers en Dennis L. Meadows Limits to Growth-The 30 year Update, 2004, hardcover ISBN 1-931498-51-2
- Donella H. Meadows (2008) Thinking in Systems: A Primer, Chelsea Green Publishing ISBN 978-1-60358-055-7.